# فرودگاه آیدین
فرودگاه آیدین (به ترکی استانبولی: Aydın Airport) یک فرودگاه در ترکیه است که در شهر آیدین مرکز استان آیدین واقع شده‌است.